# Lindenberg (Taunusgebergte)
Lindenberg is een berg van 542 m in het Taunusgebergte.  De berg ligt ten noorden van Oberursel en oostelijk van Bad Homburg. De Herzberg ligt 3 km ten noordoosten van Lindenberg.